# 1026
| Calendário gregoriano                                                        | 1026 MXXVI                                           |
| Ab urbe condita                                                              | 1779                                                 |
| Calendário arménio                                                           | 475 – 476                                            |
| Calendário bahá'í                                                            | -818 – -817                                          |
| Calendário budista                                                           | 1570                                                 |
| Calendário chinês                                                            | 3722 – 3723 Início a 22 de janeiro (aproximadamente) |
| Calendário copta                                                             | 742 – 743                                            |
| Calendário etíope                                                            | 1018 – 1019                                          |
| Calendários hindus - Vikram Samvat - Calendário nacional indiano - Cáli Iuga | 1081 – 1082 947 – 948 4126 – 4127                    |
| Calendário Holoceno                                                          | 11026                                                |
| Calendário islâmico                                                          | 417 – 418                                            |
| Calendário judaico                                                           | 4786 – 4787                                          |
| Calendário persa                                                             | 404 – 405                                            |
| Calendário rúnico                                                            | 1276                                                 |
| Calendário solar tailandês                                                   | 1569                                                 |

1026 (MXXVI, na numeração romana) foi um ano comum do século XI do Calendário Juliano, da Era de Cristo, a sua letra dominical foi B (52 semanas), teve início a um sábado e terminou também a um sábado.
No território que viria a ser o reino de Portugal estava em vigor a Era de César que já contava 1064 anos.
| Ano completo                   |
| ------------------------------ |
| Ano comum com início ao sábado |

## Nascimentos
- Tostigo, Conde da Nortúmbria.